# 魯安
魯安（挪威語：Roan）是挪威已撤銷的市镇，曾位於南特倫德拉格郡。該市镇存在於1892年至2020年間。